# Præpositionalis
Præpositionalis er en grammatisk kasus, der styres af præpositioner (forholdsord) på eksempelvis slaviske sprog.
Præpositionalis er en af de 6 russiske kasus. Den virker sammen med lokativ som en såkaldt anden lokativ af sproghistoriske grunde.
På russisk kan en lokativ kendes fra præpositionalis ved, at den har u-endelse i modsætning til den gængse e-endelse. 
Visse præpositioner (i, på m.fl.) angiver en lokation (et sted), mens andre ikke gør (imod, undtagen m.fl.). De præpositioner, der på tysk styrer både akkusativ og dativ (an auf hinter in neben über unter vor zwischen) svarer til konstruktioner med ægte lokativ-kasus, mens de fleste andre godt kunne have været knyttet til en særlig kasus styret af præpositioner. Rene kasussprog findes vist ikke mere, idet kasusfunktionerne efterhånden er blevet erstattet af præpositionsled i mange konstruktioner på de moderne sprog. 
 Der er for få eller ingen kildehenvisninger i denne artikel, hvilket er et problem. Du kan hjælpe ved at angive troværdige kilder til de påstande, som fremføres i artiklen.